# Église de l'Épiphanie de Schaerbeek
Pour les articles homonymes, voir Église de l'Épiphanie.
L'église de l'Épiphanie (en néerlandais : Driekoningenkerk) est un lieu de culte catholique sis au 470B de la rue de Genève à Schaerbeek (Bruxelles). En rien semblable à ce qui est généralement considéré comme ‘église’, il est intégré partiellement à un bâtiment résidentiel et commercial. La paroisse est bilingue. 

## Histoire
En 1962 la paroisse Sainte-Thérèse de Schaerbeek (Meiser) achète un terrain à la rue de Genève. Ce quartier de Schaerbeek, proche de la commune d’Evere, s’urbanise rapidement et un lieu de culte y devient nécessaire. Lorsque les travaux commencent en 1974 le concept est nouveau : l’église fera partie d’un complexe immobilier de six étages comprenant également appartements et magasins au rez-de-chaussée.
Le bâtiment de style moderne, fut construit de 1974 à 1984 d’après les plans de l'architecte Marcel Reymen. 

## Description
Le rez-de-chaussée commercial de l’immeuble à appartements, au 470B de la rue de Genève à Schaerbeek, est prolongé à l’arrière par une vaste salle qui sert au culte. Une seconde salle plus petite est utilisée pour les célébrations de semaines. Sur le côté du bâtiment une rampe en léger dégradé y conduit.

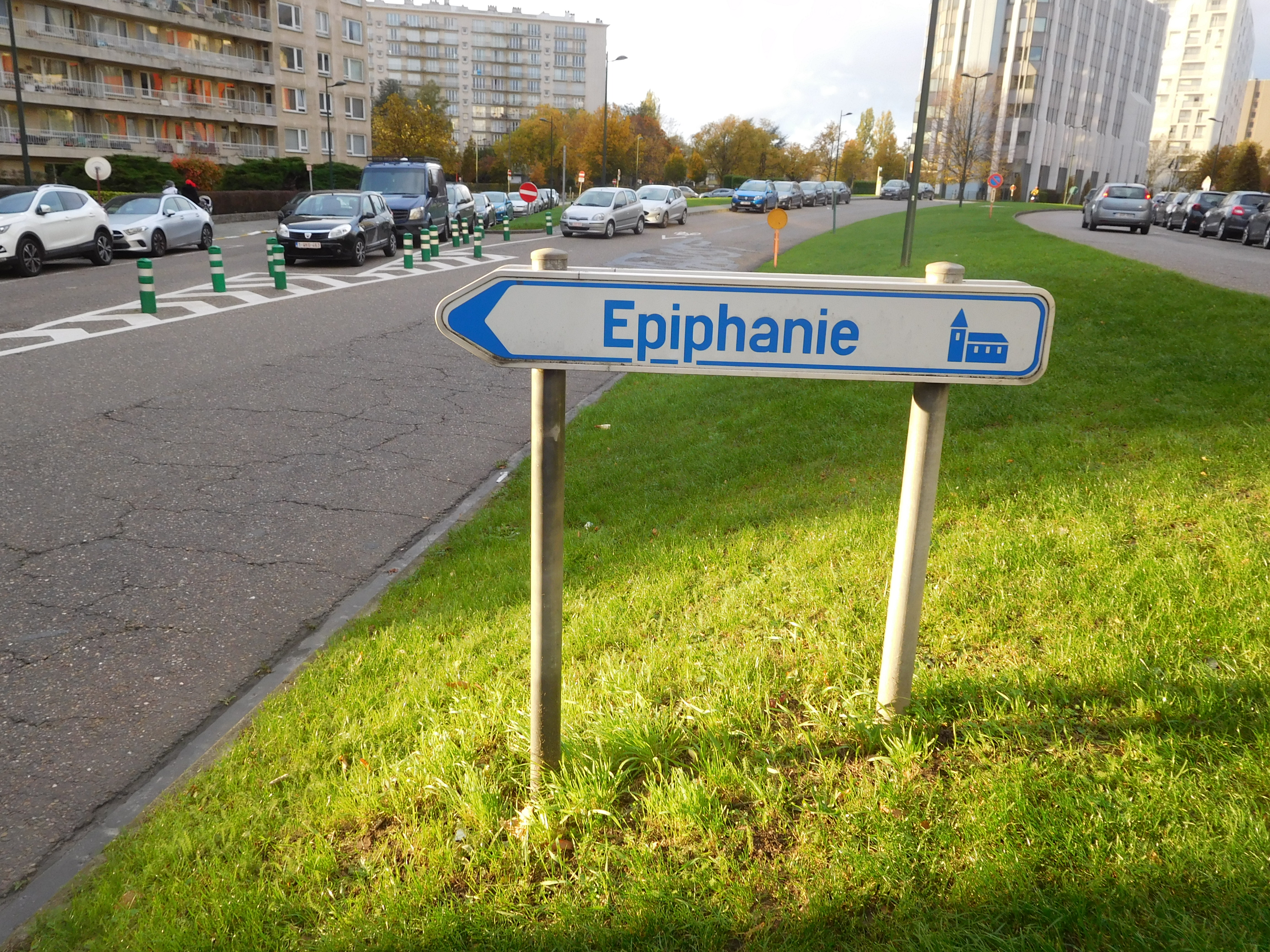
Localiser l’église n'est pas évident...

## Communauté
La paroisse est bilingue: des services religieux y sont célébrés en français et en néerlandais. La section francophone fait partie de l'unité pastorale Meiser qui fait elle-même partie du doyenné de Bruxelles Nord-Est. La section néerlandophone fait partie de l’Unité ‘Sint-Franciscus’. 

## Patrimoine
L'église de l’Épiphanie possède un orgue de style italien de l'œuvre du facteur Patrick Collon. L'orgue, commandé en 1972, a été installé et harmonisé sur place en 1988. 